# سیارک ۱۳۲۲۳
سیارک ۱۳۲۲۳ (به انگلیسی: 13223 Cenaceneri، نامگذاری:1997PQ4) سیزده هزار و دویست و بیست و سومین سیارک کشف شده‌است که در ۱۳ اوت ۱۹۹۷ کشف شد.
قدر مطلق سیارک برابر ۱۵٫۴۰ است.